# Robertine Bersén
Robertine Sofia Scheel, känd under flicknamnet Robertine Bersén, född 6 juni 1856 i Göteborgs Karl Johans församling, död 24 juli 1939 i Göteborgs Tyska församling, var en svensk pianist. 
Bersén var dotter till generalkonsul Robert Bersén och hustru, född Qviberg. Hon genomgick Musikkonservatoriet i Stockholm 1872–1875 samt dess artistklass 1883, var elev vid musikkonservatoriet i Leipzig 1877–1878 samt studerade för Benjamin Godard i Paris och Franz Liszt i Weimar. Hon gav konserter bland annat i Stockholm och Göteborg, deltog i Göteborgs kammarmusiksoaréer 1883–1884. Hon grundade ett musikinstitut i Göteborg 1887. Hon tilldelades Musikaliska Akademiens stora jetong. 
År 1890 ingick hon äktenskap med fabrikör Adolf Scheel (1857–1924).